# 대한민국 제5대 대통령 선거 제주도
이 문서는 대한민국 제5대 대통령 선거의 제주도 지역 개표 결과이다.

## 개표 결과

### 제주시
|  | 62.98% |

|  | 31.65% |

|  | 2.33% |

|  | 1.82% |

|  | 1.19% |

### 북제주군
|  | 73.72% |

|  | 18.38% |

|  | 3.34% |

|  | 2.59% |

|  | 1.94% |

### 남제주군
|  | 70.78% |

|  | 19.79% |

|  | 3.97% |

|  | 3.10% |

|  | 2.33% |

## 전체 결과
|  | 69.88% |

|  | 22.32% |

|  | 3.31% |

|  | 2.58% |

|  | 1.89% |

민주공화당 박정희 후보가 69.88%라는 압도적인 득표율을 얻으며 제주도에서 승리했다. 
민정당 윤보선 후보는 22.32%의 득표율에 그치면서 제주도에서 크게 부진했다.

### 주요 후보 결과
| 지역     | 박정희 | 박정희 | 윤보선 | 윤보선 |
| 지역     | 득표수 | 득표율 | 득표수 | 득표율 |
| -------- | ------ | ------ | ------ | ------ |
| 제주시   | 18,939 | 62.98% | 9,518  | 31.65% |
| 북제주군 | 32,583 | 73.72% | 8,127  | 18.38% |
| 남제주군 | 29,900 | 70.78% | 8,364  | 19.79% |

민주공화당 박정희 후보가 제주도의 전 지역에서 승리했다. 박정희 후보는 제주시에서 윤보선 후보에게 30%가 넘는 격차로 승리했으며 군 지역에서는 50%가 넘는 득표율 격차로 압도적인 승리를 보여주었다.
민정당 윤보선 후보는 부진했다. 제주시에서는 30%가 넘는 득표율을 보여주었지만 군 지역에서는 20% 이하의 득표율만을 보여주면서 고전했다.

## 같이 보기
- 대한민국 제5대 대통령 선거